# Pygeum lancilimbum
Pygeum lancilimbum är en rosväxtart som beskrevs av Elmer Drew Merrill. Pygeum lancilimbum ingår i släktet Pygeum och familjen rosväxter. Inga underarter finns listade i Catalogue of Life.